# Euploea magniplaga
Euploea magniplaga är en fjärilsart som beskrevs av Hans Fruhstorfer 1910. Euploea magniplaga ingår i släktet Euploea och familjen praktfjärilar. Inga underarter finns listade i Catalogue of Life.